# Société québécoise d'information juridique
La Société québécoise d'information juridique (SOQUIJ) est une organisation qui diffuse les décisions des tribunaux judiciaires et de certains tribunaux administratifs et organismes. Organisme partenaire du Ministère de la Justice du Québec, elle dessert trois clientèles distinctes : les citoyens, les professionnels du droit ainsi que les étudiants et professeurs des facultés de droit.  
La création de SOQUIJ résulte de l'adoption d'une loi en 1975, la Loi sur la Société québécoise d'information juridique (L.R.Q., c. S-20, a. 21). 